# Окунев, Павел Игнатьевич
Павел Игнатьевич Окунев (28 января[по какому календарю?] 1906 — 14 января 1970) — генерал-майор (1945).

## Биография
Родился в русской семье крестьянина-бедняка. В ВКП(б) с 1929. Окончил школу 1-й ступени и с 1920 до 1922 учился в Вытегорском педагогическом техникуме (окончил 2 курса). С апреля 1931 до февраля 1932 курсант Центральной школы ОГПУ при СНК СССР, с апреля до сентября 1937 курсант Центральной школы ГУГБ НКВД СССР.
Работал в хозяйстве отца в родной деревне с 1918  до 1920, затем работал в хозяйстве отца и сезонно на лесозаготовках с 1922 до 1925. Заведовал избой-читальней, учитель школы для взрослых в селе Ковжинское в 1925—1926, делопроизводитель народного следователя села Анненский Мост в 1926—1927. Секретарь, практикант народного следователя в посёлке Вознесенье[уточнить] в 1927—1928, делопроизводитель, уполномоченный Ленинградского областного суда по Лодейнопольскому округу в 1928. Рядовой, старшина команды писарей, технический секретарь партбюро, экспедитор 19-го Олевского пограничного отряда ОГПУ в 1928—1931.
Стажёр 2-го отделения Экономического отдела (ЭКО) Полномочного представительства (ПП) ОГПУ по Дальневосточному краю (УГБ УНКВД Дальневосточного края) с 21 февраля до 1 апреля 1932, практикант, помощник уполномоченного до 1 января 1933, уполномоченный 3-го отделения до 1 августа 1935, оперативный уполномоченный до 1 января 1936, оперативный уполномоченный 5-го отделения ЭКО, Контрразведывательного отдела (КРО) до 5 апреля 1937. Оперативный уполномоченный 10-го отделения 4-го отдела ГУГБ НКВД СССР с 27 сентября 1937 до марта 1938, оперативный уполномоченный 10-го отделения 4-го отдела 1-го управления НКВД СССР до сентября 1938. Следователь 2-го отдела ГУГБ НКВД с 26 ноября 1938 до 16 января 1939, старший следователь следственной части НКВД СССР до 22 сентября 1939. Начальник УНКВД—УМВД ГУСДС НКВД—МВД СССР с 22 сентября 1939 до 10 августа 1949. Начальник Управления МВД по Пензенской области с 10 сентября 1949 до 20 декабря 1950. Начальник Отдела контрразведки (ОКР) МВД СССР с 20 декабря 1950 до 11 июня 1951. Заместитель начальника ГУЛАГ МВД СССР (МЮ СССР), начальник 1-го управления с 11 июня 1951 до 4 мая 1954. Начальник УМВД Рязанской области с 4 мая 1954 до 11 июня 1956.
Уволен из органов МВД 11 июня 1956 по фактам дискредитации.
Умер в Москве 14 января 1970 года. Похоронен на Химкинском кладбище.

## Звания
- младший лейтенант ГБ, 27.06.1936;
- лейтенант ГБ, 25.07.1938;
- майор ГБ (произведён из лейтенанта ГБ), 22.09.1939;
- полковник ГБ, 14.02.1943;
- комиссар ГБ, 26.10.1943;
- генерал-майор, 09.07.1945.[3]

## Награды
- орден Трудового Красного Знамени, 1941;
- орден «Знак Почёта» 1943;
- орден Ленина, февраль 1945;
- орден Красной Звезды 1945;
- орден Ленина;
- два ордена Красного Знамени;
- орден Красной Звезды;
- три медали.